# 广安门桥
39°53′17″N 116°20′35″E / 39.888144°N 116.343076°E

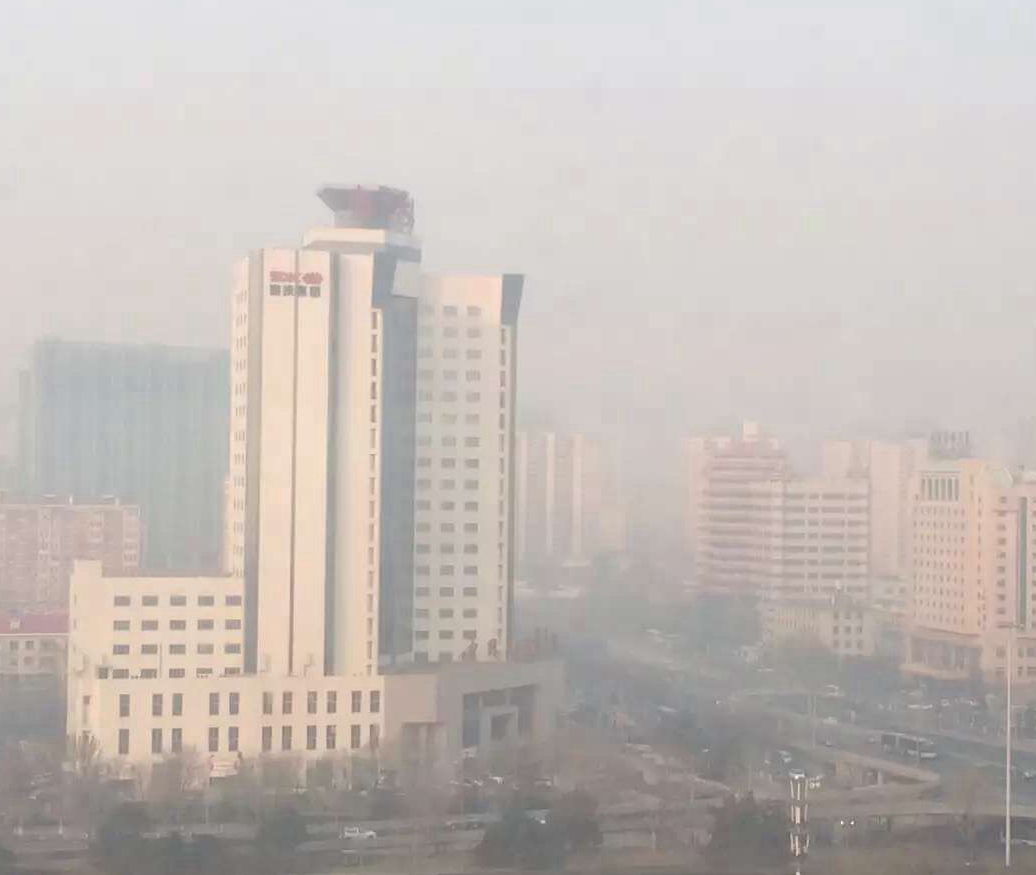
图中右下角建筑物即为广安门桥

广安门桥位于北京市西城区，是广安门北滨河路－广安门南滨河路（南北向）和广安门外大街－广安门内大街（东西向）交汇处的一座立交桥。该桥是一座三层变形苜蓿型互通式立交桥，由11座桥梁组成，桥梁总长6455米，总面积1.93万平方米。于1991年建成。